# Saaltor (Alsleben)

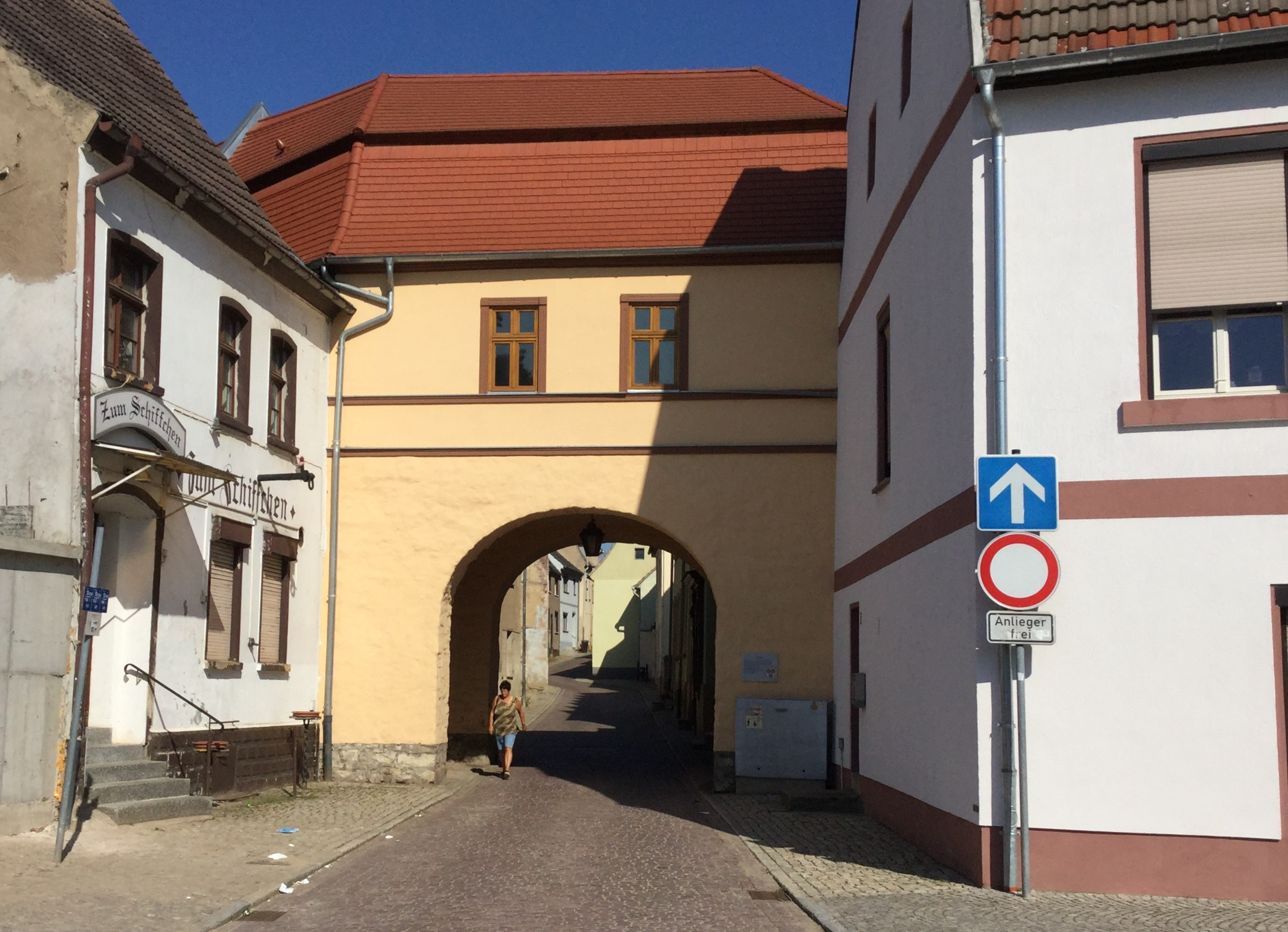
Saaltor, Blick von Süden, 2017

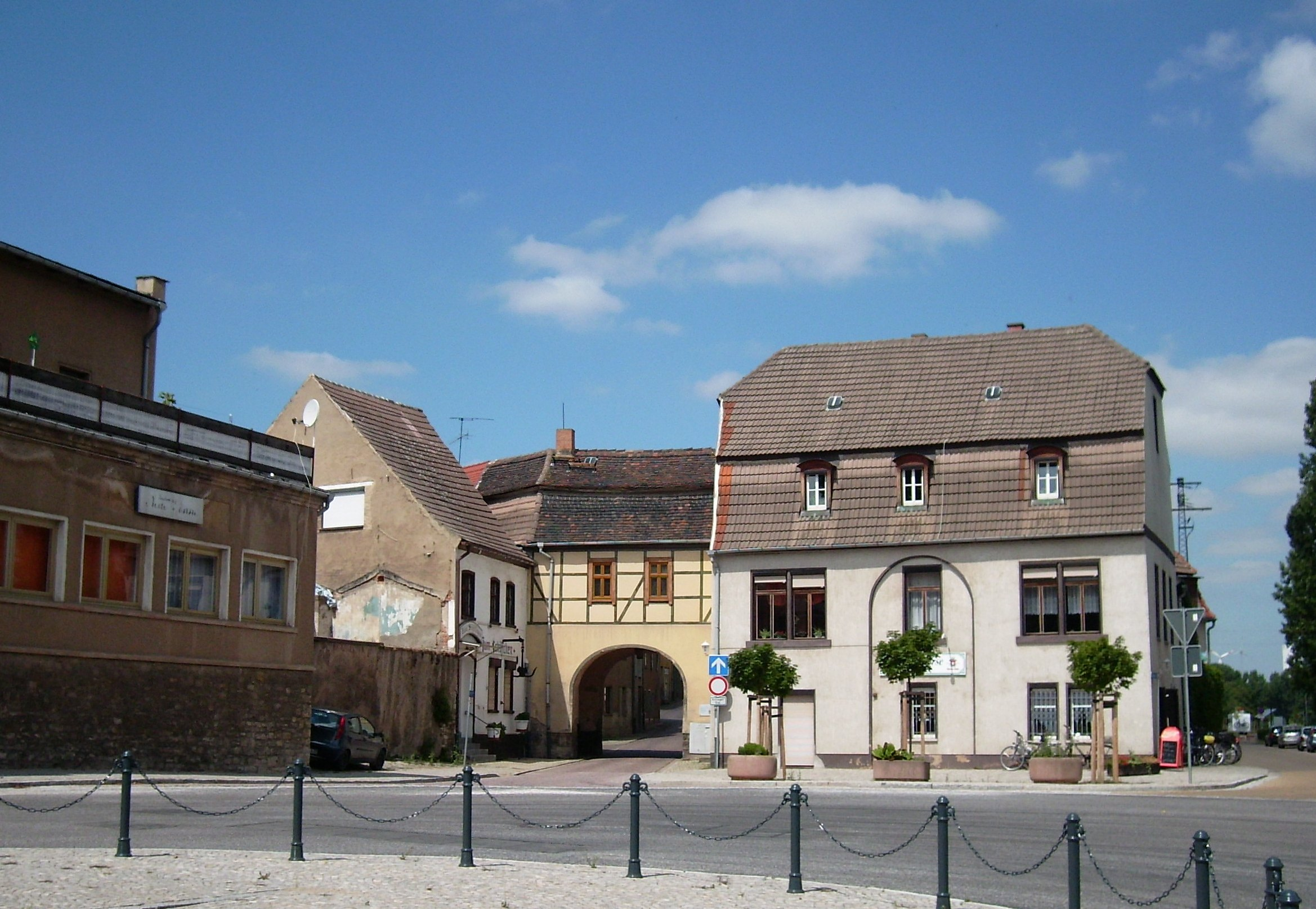
Gesamtansicht der Südseite, 2008

Das Saaltor ist ein denkmalgeschütztes Stadttor in Alsleben (Saale) in Sachsen-Anhalt.

## Lage
Es befindet sich an der Adresse Burgstraße 22 und 22a am südlichen Ende der historischen Alsleber Altstadt und überspannt die Burgstraße. Unmittelbar nördlich des Tores mündet von Westen die Grabenstraße in die Burgstraße.

## Architektur und Geschichte
Der heute erhaltene schlichte Bau stammt aus der zweiten Hälfte des 18. Jahrhunderts. Das Obergeschoss ist in Fachwerkbauweise errichtet. Bedeckt wird der Bau von einem Mansarddach.
Das Saaltor ist das einzige erhaltene Tor der Alslebener Stadtbefestigung und insofern von großer stadtgeschichtlicher Bedeutung. Städtebaulich hat das Saaltor eine besondere Bedeutung, da es den südlichen Zugang zur Altstadt prägt.
Im Denkmalverzeichnis für Alsleben (Saale) ist das Stadttor unter der Erfassungsnummer 094 60008 als Baudenkmal eingetragen.